# ゴーストザッパー
ゴーストザッパー (Ghostzapper) は、アメリカ合衆国の競走馬、種牡馬。主な勝ち鞍に2004年のブリーダーズカップ・クラシック、ウッドワードステークス、ヴォスバーグステークス、2005年のメトロポリタンハンデキャップ。2004年のエクリプス賞年度代表馬、最優秀古馬に選出された。

## 競走馬時代
- 特記事項なき場合、本節の出典はEQIBASE[1]

2002年11月16日、ハリウッドパーク競馬場のメイドン競走でデビューし、2着に9馬身差をつけて勝利。2戦目のアローワンス競走は4着に終わるものの、2003年になってベルモントパーク競馬場での3戦目、サラトガ競馬場での4戦目とアローワンス競走を連勝して4戦3勝とする。重賞初出走となるG1競走キングスビショップステークスはヴァリドヴィデオの3着に終わったが、続いてヴォスバーグステークスに出走し、2着アガダンに6馬身2分の1差をつけて初G1制覇を果たした。このあと、脚部に不安が出たため残シーズンは休養に充てられて目標であったブリーダーズカップ・スプリントも断念せざるを得なくなり、休養は長引いて4歳シーズンの前半も棒に振る結果となった。
2004年7月、ようやく4歳の初戦としてトムフールハンデキャップに出走し、アガダンに4馬身4分の1差で勝利して重賞2勝目をマーク。このころまではスプリンターとして評価されていたが、4歳2戦目は9ハロン戦のフィリップ・H. アイズリンブリーダーズカップハンデキャップとなり、レースでは2着プレジデンタルアフェアーに10馬身4分の3差という大差をつけて重賞3連勝を果たす。短距離のみならず中距離でも結果を出すと、9月にはウッドワードステークスに出走し、1番人気に支持されたレースでは先に抜け出したセイントリアムをクビ差競り落としてG1競走2勝目、重賞も4連勝を記録した。初めて迎える10ハロン戦となったローンスターパーク競馬場でのブリーダーズカップ・クラシックでは前年度優勝馬プレザントリーパーフェクト、2002年の年度代表馬アゼリなどが顔をそろえる中で2番人気で迎えられ、レースでは逃げの手を打って2着ロージズインメイに3馬身差をつけて勝利。走破タイムの1分59秒02は、1997年のブリーダーズカップ・クラシックでスキップアウェイがマークしたレースレコード1分59秒16をわずかに更新し、また同時にローンスターパーク競馬場のトラックレコードを大幅に更新するものであった。エクリプス賞の年度代表馬選考では二冠馬スマーティジョーンズとの一騎打ちという見方であったが、投票の結果スマーティジョーンズ95票に対して174票を獲得し年度代表馬に選出、同時に最優秀古牡馬にも選出され、生産者のアデナスプリングズも最優秀生産者賞に選ばれた。
翌2005年も現役を続行し、当初はオークローンハンデキャップでの復帰予定が鼻腔の感染症で延期となって5月のメトロポリタンハンデキャップが初戦となり、好位からレースを進めて2着シルヴァーワゴンに6馬身4分の1差で優勝、重賞6連勝とした。しかし、レース後に歩様に異常が見つかって検査を重ねた結果、左前脚の種子骨に亀裂骨折がある事が判明し、5歳であったことや復帰までに時間がかかることを考慮して引退し、種牡馬入りすることが発表された。

## 競走成績
以下の内容は、EQIBASEの情報および記載法に基づく。
| 出走日         | 競馬場             | 競走名                                  | 格 | 距離  | 着順 | 騎手                   | 着差       | 1着（2着）馬         |
| -------------- | ------------------ | --------------------------------------- | -- | ----- | ---- | ---------------------- | ---------- | -------------------- |
| 2002年11月16日 | ハリウッドパーク   | メイドン                                |    | D6.5f | 1着  | J. ヴァルディヴィアJr. | 9馬身      | (Binnys Trick)       |
| 2002年12月26日 | サンタアニタパーク | アローワンス                            |    | D6f   | 4着  | J.ヴァルディヴィアJr.  | 7 1/2馬身  | Scrimshaw            |
| 2003年06月20日 | ベルモントパーク   | アローワンス                            |    | D6f   | 1着  | J. カステリャーノ      | 3 1/4馬身  | (As Wicked)          |
| 2003年07月26日 | サラトガ           | アローワンス                            |    | D7f   | 1着  | J. カステリャーノ      | 1/2馬身    | (Clock Stopper)      |
| 2003年08月23日 | サラトガ           | キングスビショップS                     | G1 | D7f   | 3着  | J. カステリャーノ      | 1/2馬身    | Valid Video          |
| 2003年09月27日 | ベルモントパーク   | ヴォスバーグS                           | G1 | D6.5f | 1着  | J. カステリャーノ      | 6 1/2馬身  | (Aggadan)            |
| 2004年07月04日 | ベルモントパーク   | トムフールH                             | G2 | D7f   | 1着  | J. カステリャーノ      | 4 1/4馬身  | (Aggadan)            |
| 2004年08月21日 | モンマスパーク     | フィリップ・H・アイズリンブリーダーズCH | G3 | D9f   | 1着  | J. カステリャーノ      | 10 3/4馬身 | (Presidentialaffair) |
| 2004年09月11日 | ベルモントパーク   | ウッドワードS                           | G1 | D9f   | 1着  | J. カステリャーノ      | クビ       | (Saint Liam)         |
| 2004年10月30日 | ローンスターパーク | ブリーダーズカップ・クラシック          | G1 | D10f  | 1着  | J. カステリャーノ      | 3馬身      | (Roses in May)       |
| 2005年05月30日 | ベルモントパーク   | メトロポリタンH                         | G1 | D8f   | 1着  | J. カステリャーノ      | 6 1/4馬身  | (Silver Wagon)       |

## 引退後
2006年より、父のオーサムアゲインも繋養されているアデナスプリングズで種牡馬として繋養。初年度の種付料は20万ドルで、この価格はのちに、2015年のアメリカクラシック三冠馬で2016年から種牡馬として供用されたアメリカンファラオがタイ記録で並んでいる。種付料はのちに2万ドルにまで下がるが、2013年には4万ドルに回復。2019年からは85000ドルにまで戻している。
2012年にはアメリカ競馬名誉の殿堂博物館の栄誉の殿堂に選出された。

### 主な産駒
2007年産
- ステートリーヴィクター / Stately Victor（ブルーグラスステークス）[21]

2009年産
- ベターラッキー / Better Lucky（メートリアークステークス、ファーストレディステークス）[22]
- コンテスティッド / Contested（エイコーンステークス、テストステークス。ギベオン（金鯱賞、中日新聞杯）の母）[23]
- モリーモーガン / Molly Morgan（ラトロワンヌステークス）[24]
- ジュディザビューティー / Judy The Beauty（ブリーダーズカップ・フィリー&メアスプリント、マディソンステークス）[25]
- スターシップトラフルズ / Starship Truffles（プリンセスルーニーハンデキャップ）[26]
- ワイルドフラッパー（エンプレス杯、マリーンカップ、レディスプレリュード）[27]

2010年産
- モレノ / Moreno（ホイットニーステークス）[28]

2012年産
- ポーラスシルヴァーライニング / Paulassilverlining（マディソンステークス、ヒューマナディスタフステークス）
- シャーマンゴースト / Shaman Ghost（サンタアニタハンデキャップ）[29]
- エイシンバランサー（サマーチャンピオン）[30]

2016年産
- ガラナ / Guarana（エイコーンステークス）[31]

2017年産
- ミスティックガイド / Mystic Guide（ドバイワールドカップ）[32]

2018年産
- グッドナイトオリーブ / Goodnight Olive（バレリーナハンデキャップ、ブリーダーズカップ・フィリー&メアスプリント2回、マディソンステークス）[33]

2019年産
- モイラ / Moira（ブリーダーズカップ・フィリー&メアターフ）[34]

2021年産
- ストロングホールド / Stronghold（サンタアニタダービー）[35]

### ブルードメアサイアーとしてのおもな産駒
- 2013年産
  - ドレフォン / Drefong（ブリーダーズカップ・スプリント）[36]
- 2014年産
  - レヴァンテライオン（函館2歳ステークス）[37]
- 2015年産
  - ジャスティファイ / Justify（ケンタッキーダービー、プリークネスステークス、ベルモントステークス）[38]
  - サイレントポエット / Silent Poet（ハイランダーステークス）[39]
  - ギベオン（中日新聞杯、金鯱賞）[40]
- 2019年産
  - アップトゥザマーク / Up To The Mark（オールドフォレスター・ターフクラシックステークス、マンハッタンステークス、クールモアターフマイルステークス）
- 2021年産
  - ブッケムダノ / Book'em Danno（ウッディスティーヴンスステークス）
- 2022年産
  - イーストアベニュー / East Avenue（ブリーダーズフューチュリティステークス）

## 血統表
| ゴーストザッパーの血統     | ゴーストザッパーの血統            | ゴーストザッパーの血統 | （血統表の出典）       | （血統表の出典） |
| 父系                       | デピュティミニスター系            | デピュティミニスター系 | デピュティミニスター系 | [ § 2 ]          |
| 父 Awesome Again 1994 鹿毛 | 父の父Deputy Minister 1979 黒鹿毛 | Vice Regent            | Northern Dancer        | Northern Dancer  |
| 父 Awesome Again 1994 鹿毛 | 父の父Deputy Minister 1979 黒鹿毛 | Vice Regent            | Victoria Regina        |                  |
| 父 Awesome Again 1994 鹿毛 | 父の父Deputy Minister 1979 黒鹿毛 | Mint Copy              | Bunty's Flight         | Bunty's Flight   |
| 父 Awesome Again 1994 鹿毛 | 父の父Deputy Minister 1979 黒鹿毛 | Mint Copy              | Shakney                |                  |
| 父 Awesome Again 1994 鹿毛 | 父の母Primal Force 1987 鹿毛      | Blushing Groom         | Red God                | Red God          |
| 父 Awesome Again 1994 鹿毛 | 父の母Primal Force 1987 鹿毛      | Blushing Groom         | Runaway Bride          |                  |
| 父 Awesome Again 1994 鹿毛 | 父の母Primal Force 1987 鹿毛      | Prime Prospect         | Mr.Prospector          | Mr.Prospector    |
| 父 Awesome Again 1994 鹿毛 | 父の母Primal Force 1987 鹿毛      | Prime Prospect         | Square Generation      |                  |
| 母 Baby Zip 1991 鹿毛      | 母の父Relaunch 1976 芦毛          | In Reality             | Intentionally          | Intentionally    |
| 母 Baby Zip 1991 鹿毛      | 母の父Relaunch 1976 芦毛          | In Reality             | My Dear Girl           |                  |
| 母 Baby Zip 1991 鹿毛      | 母の父Relaunch 1976 芦毛          | Foggy Note             | The Axe                | The Axe          |
| 母 Baby Zip 1991 鹿毛      | 母の父Relaunch 1976 芦毛          | Foggy Note             | Silver Song            |                  |
| 母 Baby Zip 1991 鹿毛      | 母の母Thirty Zip 1983 黒鹿毛      | Tri Jet                | Jester                 | Jester           |
| 母 Baby Zip 1991 鹿毛      | 母の母Thirty Zip 1983 黒鹿毛      | Tri Jet                | Haze                   |                  |
| 母 Baby Zip 1991 鹿毛      | 母の母Thirty Zip 1983 黒鹿毛      | Saliaway               | Hawaii                 | Hawaii           |
| 母 Baby Zip 1991 鹿毛      | 母の母Thirty Zip 1983 黒鹿毛      | Saliaway               | Quick Wit              |                  |
| 母系(F-No.)                | (FN:23-b)                         | (FN:23-b)              | (FN:23-b)              | [ § 3 ]          |
| 5代内の近親交配            | アウトブリード                    | アウトブリード         | アウトブリード         | [ § 4 ]          |
| 出典                       | 1. 2. 3. 4.                       | 1. 2. 3. 4.            | 1. 2. 3. 4.            | 1. 2. 3. 4.      |

- 半兄にCity Zip（ホープフルステークス）、近親にリルイーティー（ケンタッキーダービー）[15]。